# Comté de Saint Clair (Missouri)
Pour les articles homonymes, voir Comté de Saint Clair.
Le comté de Saint Clair (en anglais : St. Clair County) est un comté des États-Unis, situé dans l'État du Missouri. Le siège du comté se situe à Osceola. Le comté date de 1841 et il fut nommé en hommage au général et gouverneur Arthur Saint Clair.  Lors du dernier recensement, en 2000, la population était constituée de 9 652 individus.

## Géographie
Selon le bureau du recensement des États-Unis, le comté a une superficie de 1 818 km² dont 65 km² en surfaces aquatiques. 

### Comtés voisins
- Comté de Henry (Missouri)  (nord)
- Comté de Benton (Missouri)  (nord-est)
- Comté de Hickory (Missouri)  (est)
- Comté de Polk (Missouri)  (sud-est)
- Comté de Cedar (Missouri)  (sud)
- Comté de Vernon (Missouri)  (sud-ouest)
- Comté de Bates  (nord-ouest)

### Routes principales
- U.S. Route 54
- Missouri Route 13
- Missouri Route 82

## Démographie
Selon le recensement de 2000, sur les 9 652 habitants, on retrouvait 4 040 ménages et 2 791 familles dans le comté. La densité de population était de 6 habitants par km² et la densité d’habitations (5 205 au total) était de 3 habitations par km². La population était composée de 97,36 % de blancs, de 0,23 %  d’afro-américains, de 0,75 % d’amérindiens et de 0,15 % d’asiatiques.
26,30 % des ménages avaient des enfants de moins de 18 ans, 57,6 % étaient des couples mariés. 23 % de la population avait moins de 18 ans, 5,6 % entre 18 et 24 ans, 22,9 % entre 25 et 44 ans, 27,2 % entre 45 et 64 ans et 21,3 % au-dessus de 65 ans. L’âge moyen était de 44 ans. La proportion de femmes était de 100 pour 98,6 hommes.
Le revenu moyen d’un ménage était de 25 321 dollars.